# Oborovo Bistransko
 Oborovo Bistransko  falu Horvátországban Zágráb megyében. Közigazgatásilag Bistra községhez tartozik.

## Fekvése
Zágrábtól 14 km-re északnyugatra, községközpontjától 3 km-re északkeletre a Korpona folyó és a Medvednica-hegység közötti dombos vidéken fekszik.

## Története
A falunak 1857-ben 205, 1910-ben 518 lakosa volt. Trianon előtt Zágráb vármegye Zágrábi járásához tartozott. 2011-ben 949 lakosa volt.

## Lakosság
| Lakosság változása | Lakosság változása | Lakosság változása | Lakosság változása | Lakosság változása | Lakosság változása | Lakosság változása | Lakosság változása | Lakosság változása | Lakosság változása | Lakosság változása | Lakosság változása | Lakosság változása | Lakosság változása | Lakosság változása | Lakosság változása |
| ------------------ | ------------------ | ------------------ | ------------------ | ------------------ | ------------------ | ------------------ | ------------------ | ------------------ | ------------------ | ------------------ | ------------------ | ------------------ | ------------------ | ------------------ | ------------------ |
| 1857               | 1869               | 1880               | 1890               | 1900               | 1910               | 1921               | 1931               | 1948               | 1953               | 1961               | 1971               | 1981               | 1991               | 2001               | 2011               |
| 205                | 232                | 264                | 338                | 421                | 518                | 569                | 639                | 741                | 738                | 721                | 693                | 729                | 794                | 938                | 949                |

## Külső hivatkozások
- Bistra község hivatalos oldala
- A község információs portálja